# Banérgatan

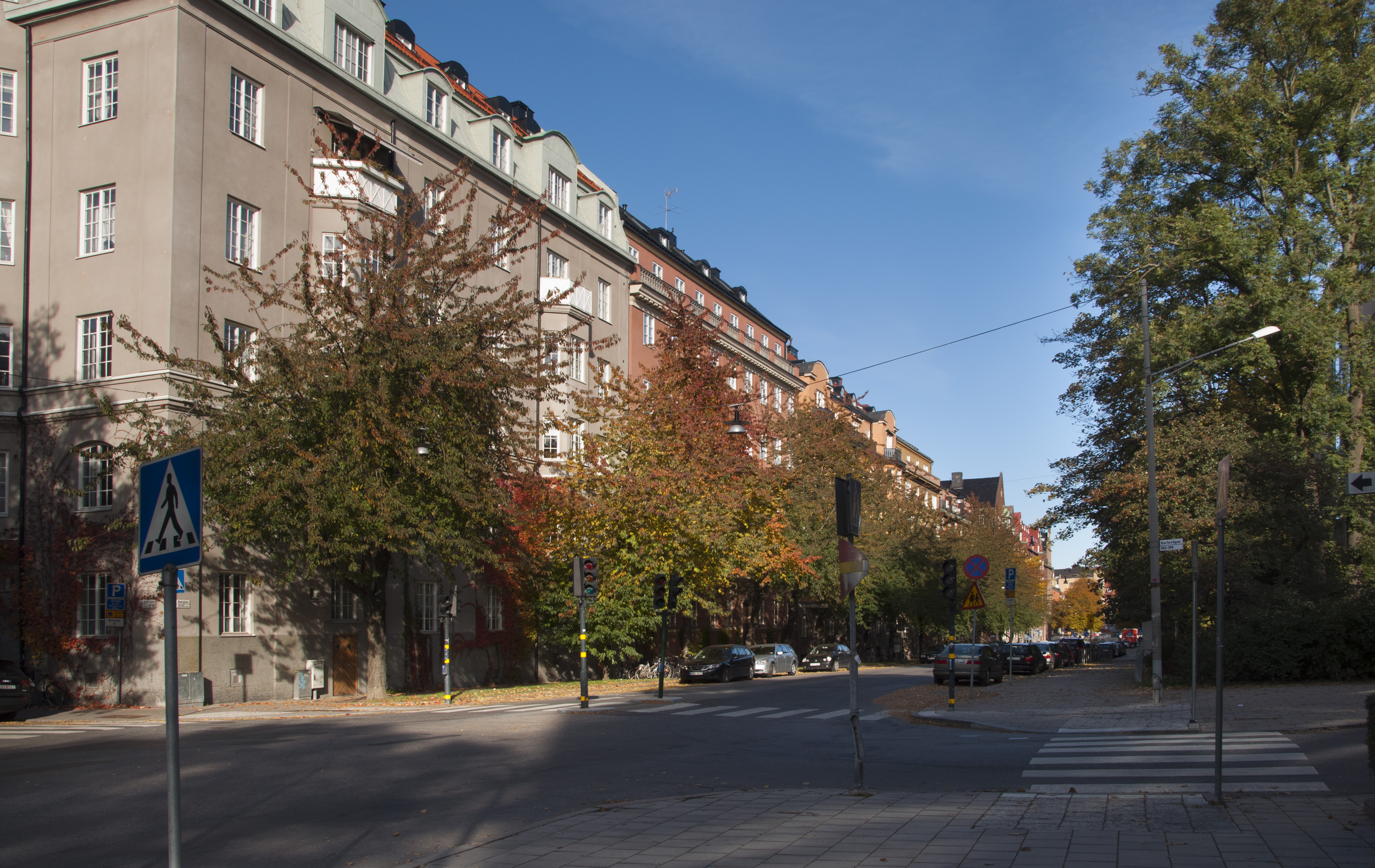
Banérgatan norrut, från Karlavägen.

Banérgatan är en gata på Östermalm och Ladugårdsgärdet i Stockholms innerstad, med sträckning från Strandvägen till Värtavägen. Gatan ingår i kategorin gatunamn, fosterländska och historiska namn.

## Historik
Gatan namngavs 1884, då fattade stadsfullmäktige beslut om att inköpa delar av de dåvarande kasernområdena vid Ladugårdsgärdet vilket gav möjlighet att lägga ut flera nya gator över tidigare till stor del obebyggda områden, bland dem Banérgatan och Narvavägen.
Namnet Banér har lokal anknytning. Flera söner till den avrättade Gustav Banér ägde tomter inom stadsdelen på 1600-talet, i trakten kring Humlegården och Östermalmstorg.
August Strindberg bodde på Banérgatan 31, mellan oktober 1899 och maj 1901. Här hyrde han ett par rum på nedre botten till vänster. Huset finns kvar men fasaden har genomgått vissa ändringar.

## Byggnader och verksamheter
- Nr. 1: Fastigheten Beväringen 1
- Nr. 14-30: Garnisonen
- Nr. 13-33: Kvarteret Fanan
- Nr. 38-40: Östermalmsskolan[4]
- Nr. 62: Tre Vapen[5]
- Nr. 64: Krigsarkivet [6]

## Bilder

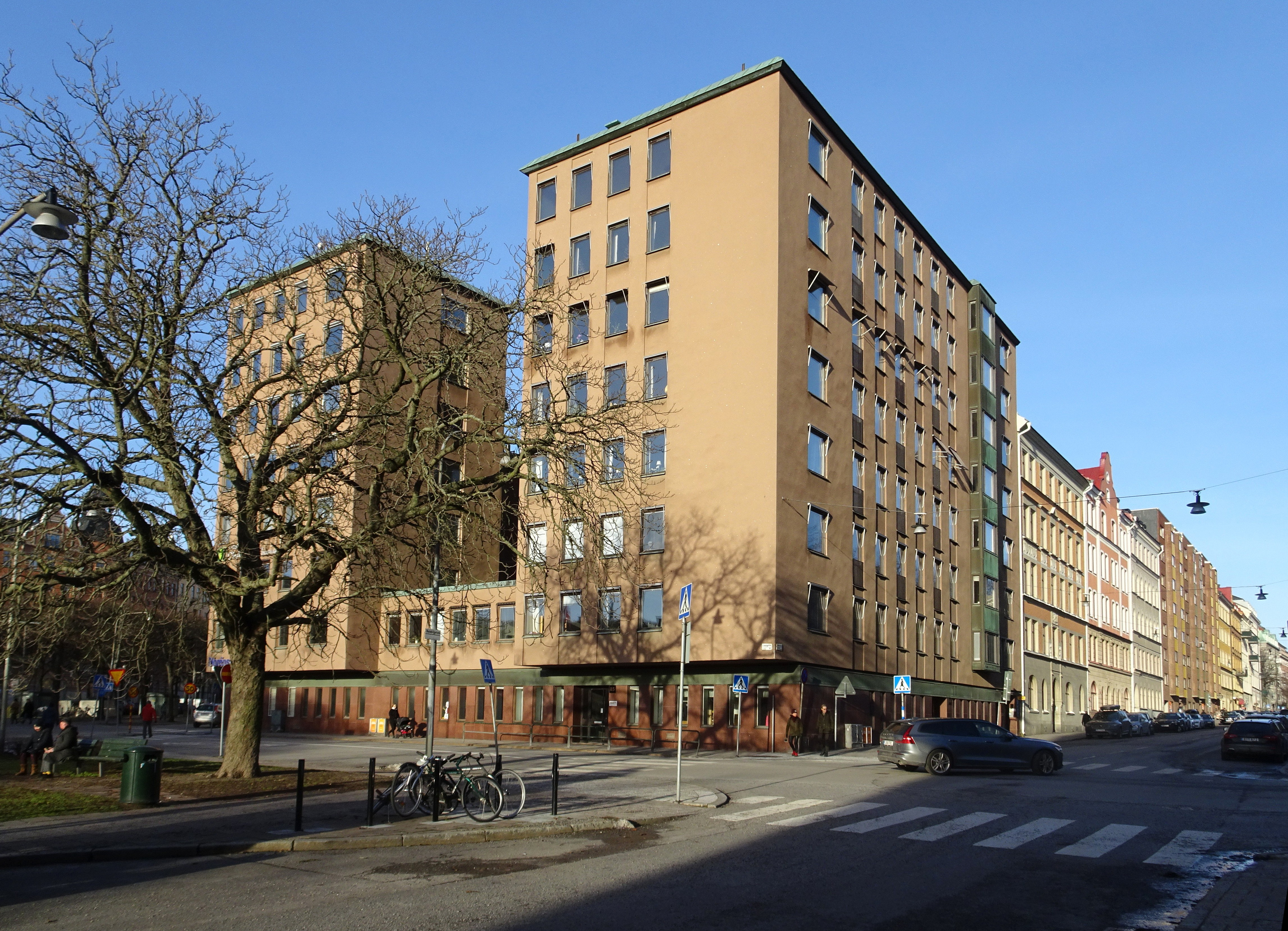
Banérgatan norrut från Linnégatan.
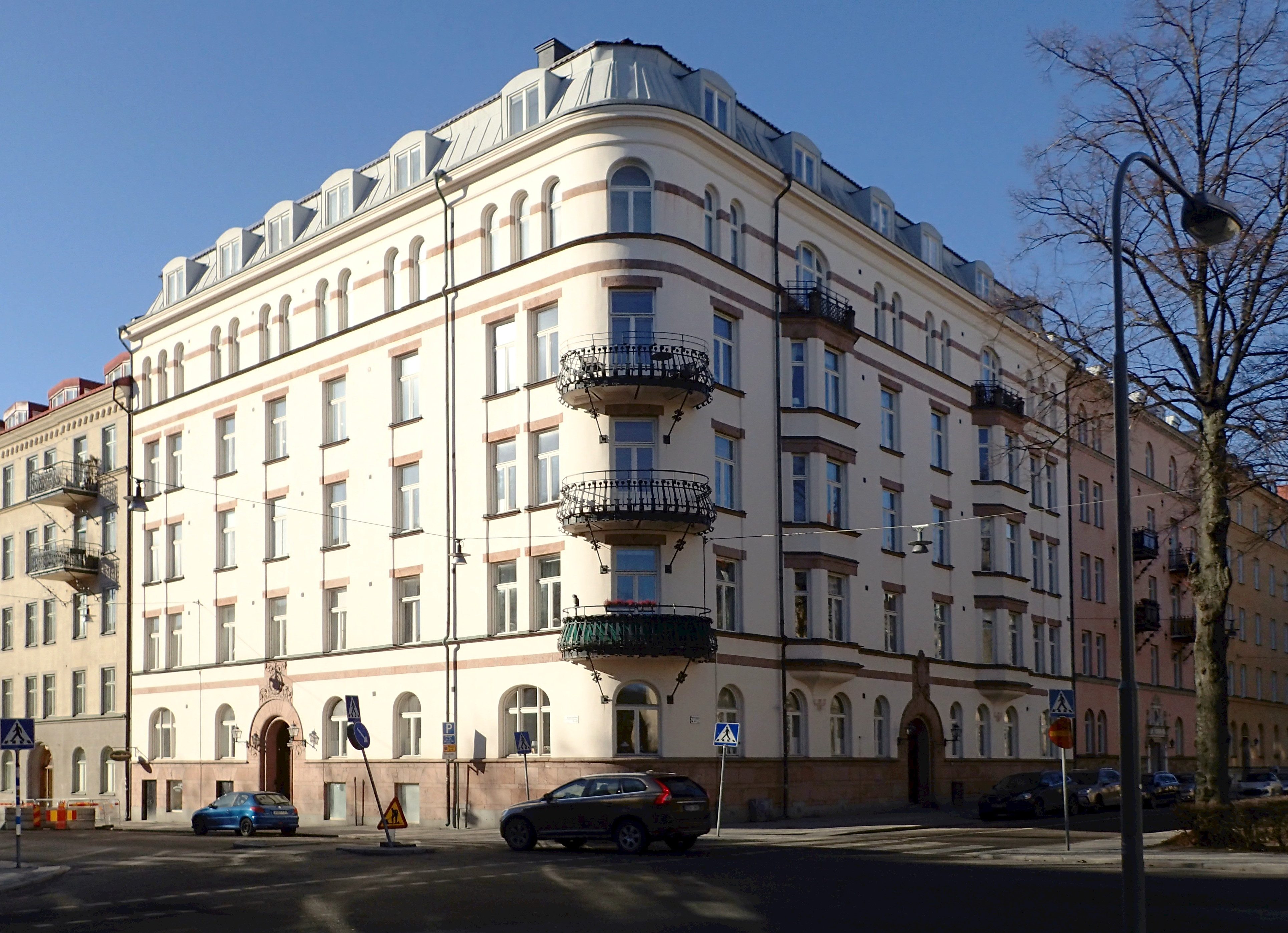
Banérgatan 33 / Karlavägen 94.
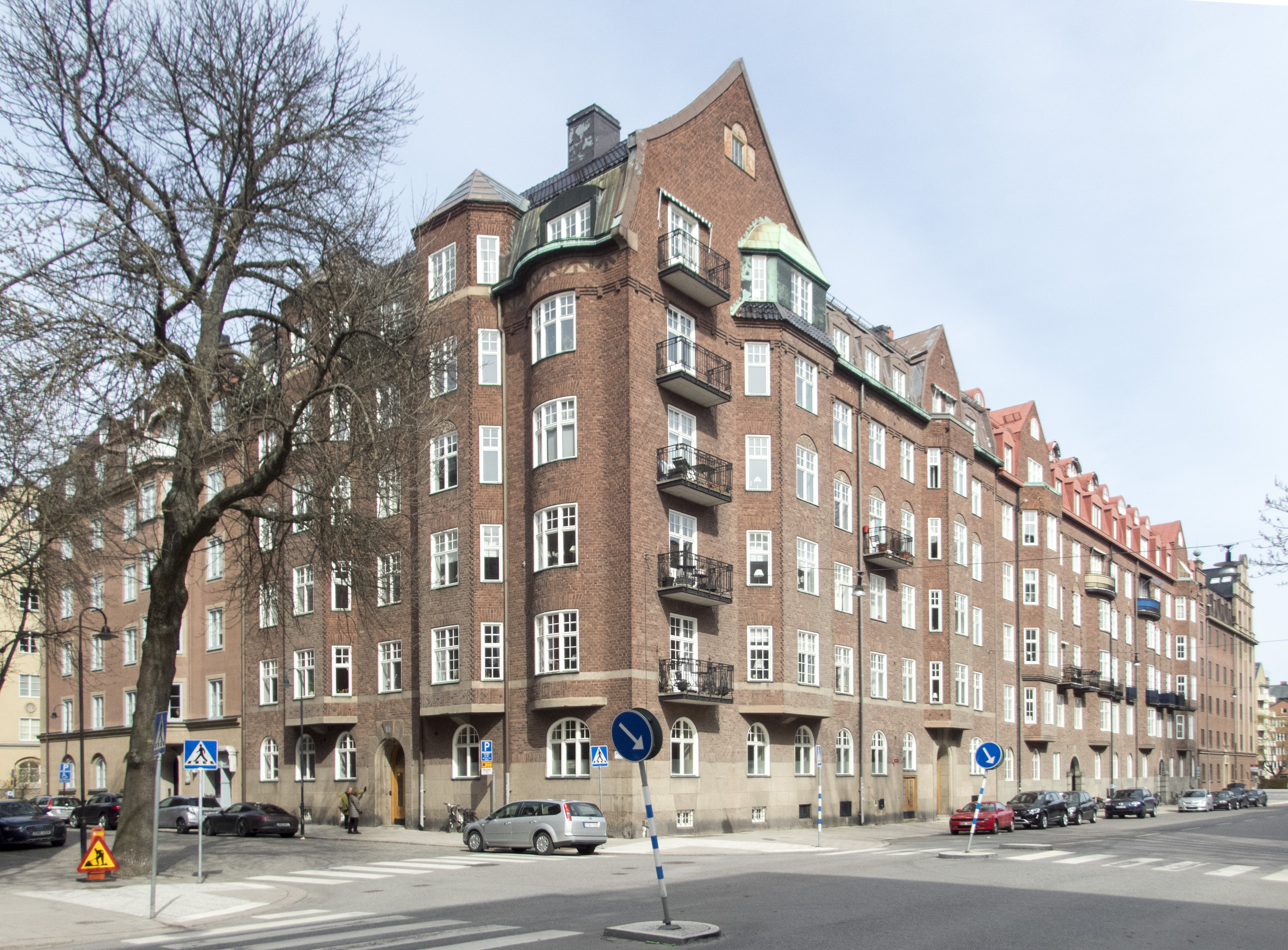
Banérgatan 47 / Wittstocksgatan 11.
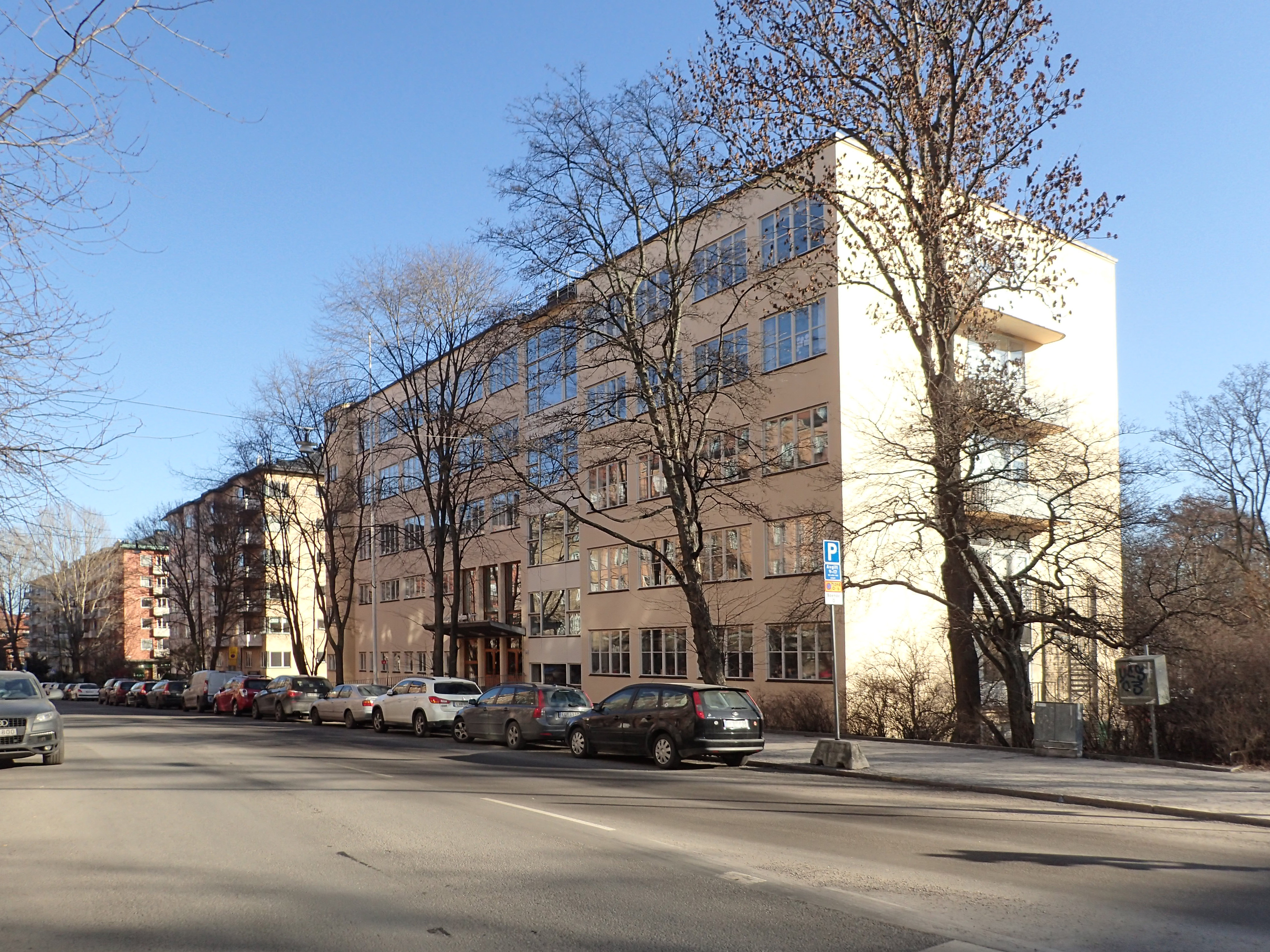
Östermalmsskolan.